# Derek Hardwick
Derek Hardwick (* 30. Januar 1921 in London, England; † 28. Mai 1987) war ein britischer Tennisfunktionär.

## Leben
Hardwick wurde am 30. Januar 1921 in London geboren. Er gehörte mit der Entwicklung der Open Era im Jahr 1968 zu den wichtigsten Personen der Tennisgeschichte. In diesem Jahr wurde Hardwick auch Präsident der British Lawn Tennis Association. Von 1974 bis 1977 war er außerdem Präsident des Men's International Professional Tennis Council und von 1975 bis 1977 der International Tennis Federation. Im Jahr 2010 wurde Hardwick postum in die International Tennis Hall of Fame aufgenommen.